# Линия 1 (метрополитен Осло)
Первая линия метрополитена Осло была открыта как трамвайная в 90-х годах XIX века, переделана как скоростной трамвай в 1920-х годах и позднее перестроена под метро к 22 мая 1966 года.

## Станции
На линии 33 станции
- Frognerseteren
- Voksenkollen
- Lillevann
- Skogen
- Voksenlia
- Holmenkollen
- Besserud
- Midtstuen
- Skådalen
- Vettakollen
- Gulleråse
- Gråkammen
- Slemdal
- Ris
- Gaustad
- Vinderen
- Steinerud
- Frøen
- Majorstuen
- Nationaltheatret
- Stortinget
- Grønland
- Tøyen
- Ensjø
- Helsfur
- Brynseng
- Hellerud
- Tveita
- Haugerud
- Trosterud
- Lindeberg
- Furuset
- Ellingsrudåsen